# Simulium schamili
Simulium schamili är en tvåvingeart som först beskrevs av Rubtsov 1964.  Simulium schamili ingår i släktet Simulium och familjen knott. Inga underarter finns listade i Catalogue of Life.